# Österreichischer Filmpreis 2023
Die Verleihung der Österreichischen Filmpreise 2023 durch die Akademie des Österreichischen Films fand am 15. Juni 2023 im Globe Wien in der Marx-Halle statt. Die künstlerische Leitung der Gala übernahm Catalina Molina, moderiert wurde diese von Julia Jelinek und Thomas Mraz. Die Nominierungen wurde am 20. April 2023 bekanntgegeben. Die meisten, in insgesamt acht Kategorien, erhielt Corsage von Marie Kreutzer, gefolgt von Eismayer von David Wagner mit sieben Nominierungen.
| Film                                                | Nominierungen | Auszeichnungen |
| --------------------------------------------------- | ------------- | -------------- |
| Corsage                                             | 8             | 4              |
| Eismayer                                            | 7             | 4              |
| Der Fuchs                                           | 5             |                |
| Rubikon                                             | 5             | 2              |
| Sterne unter der Stadt                              | 4             |                |
| Vera                                                | 4             | 3              |
| Elfriede Jelinek – Die Sprache von der Leine lassen | 3             | 1              |
| Märzengrund                                         | 2             | 1              |
| Der Onkel – The Hawk                                | 2             |                |
| Rimini                                              | 2             |                |
| Schächten                                           | 2             |                |
| Stams                                               | 2             |                |

## Eingereichte Filme
Anfang Februar 2023 wurden von der Akademie des Österreichischen Films die angemeldeten Filme veröffentlicht. Insgesamt wurden 39 österreichische Langfilme, davon 22 Spielfilme und 17 Dokumentarfilme, sowie 13 Kurzfilme zum Auswahlverfahren angemeldet. Aus den Einreichungen wählen die 570 Mitglieder der Akademie des Österreichischen Films die Nominierungen, die am 20. April 2023 bekanntgegeben wurden.
Teilnahmeberechtigt waren österreichische Spiel- und Dokumentarfilme mit erheblich österreichischer kultureller Prägung. Kurzfilme qualifizierten sich aufgrund von Auszeichnungen und Festivalerfolgen. Der Vorstand der Akademie legte einen regulären Kinostart bis zum 31. März 2023 als Kriterium für die Teilnahme fest. Alternativ wurden auch Dokumentarfilme mit zumindest sieben kommerziellen Kinovorführungen und Spielfilme mit zumindest 21 kommerziellen Kinovorführungen zum Auswahlverfahren zugelassen.

### Spielfilme
1. Breaking the Ice
2. Corsage
3. Der Fuchs
4. Der Onkel – The Hawk
5. Dinner für Acht
6. Eismayer
7. Family Dinner
8. Geschichten vom Franz
9. Ground Control (Regie: Helmut Karner)
10. Luzifer
11. Märzengrund
12. Masking Threshold
13. Match Me If You Can (Regie: Mark Gerstorfer, Nina Hartmann)
14. Rimini
15. Rotzbub
16. Rubikon
17. Schächten
18. Serviam – Ich will dienen
19. Sonne
20. Sterne unter der Stadt
21. Taktik
22. Vera

### Dokumentarfilme
1. Alice Schwarzer (Regie: Sabine Derflinger)
2. Alpenland
3. Der Bauer und der Bobo (Regie: Kurt Langbein)
4. Die letzten Österreicher
5. Elfriede Jelinek – Die Sprache von der Leine lassen
6. Er flog voraus (Regie: Max Gruber)
7. Für die Vielen – Die Arbeiterkammer Wien
8. Im Jakotop (Regie: Markus Mörth)
9. It Works II (Regie: Fridolin Schönwiese)
10. Lass mich fliegen (Regie: Evelyne Faye)
11. Mein Vater, der Fürst (Regie: Lukas Sturm, Lila Schwarzenberg)
12. Mein Wenn und Aber (Regie: Marko Doringer)
13. Mutzenbacher
14. Stams (Regie: Bernhard Braunstein)
15. Stories from the Sea
16. Verschwinden/Izginjanje (Regie: Andrina Mračnikar)
17. Zusammenleben (Regie: Thomas Fürhapter)

### Kurzfilme
1. 5pm Seaside (Regie: Valentin Stejskal)
2. Augusts Orte (Regie: Valérie Pelet)
3. Blind Date (Regie: Jan Soldat)
4. CEREAL / Soy Claudia, soy Esther y soy Teresa. Soy Ingrid, soy Fabiola y soy Valeria (Regie: Anna Spanlang)
5. Das andere Ende der Straße (Regie: Kálmán Nagy)
6. Dirndlschuld (Regie: Wilbirg Brainin-Donnenberg)
7. Hardly Working (Regie: Susanna Flock, Michael Stumpf, Robin Klengel, Leonhard Müllner)
8. Hollywood (Regie: Leni Gruber, Alex Reinberg)
9. Lullaby (Regie: Magdalena Chmielewska)
10. Make Me Cry (Regie: Matthew Gerges)
11. Sekundenarbeiten (Regie: Christiana Perschon)
12. Triumph des Schauspielers (Regie: Daniel Holzberg)
13. Will My Parents Come to See Me (Regie: Mo Harawe)

## Preisträger und Nominierte

### Bester Spielfilm
- Vera – Regie und Produktion: Tizza Covi, Rainer Frimmel
  - Corsage – Regie: Marie Kreutzer, Produktion: Janine Jackowski, Maren Ade, Alexander Glehr, Bernard Michaux, Jonas Dornbach, Jean-Christophe Reymond, Johanna Scherz
  - Eismayer – Regie: David Wagner, Produktion: Arash T. Riahi, Sabine Gruber
  - Der Fuchs – Regie: Adrian Goiginger, Produktion: Malte Can, Hana Geißendörfer, Adrian Goiginger, Gerrit Klein, Thomas Pridnig, Peter Wildling, Martin Pfeil, Peter Wirthensohn

### Bester Dokumentarfilm
- Elfriede Jelinek – Die Sprache von der Leine lassen – Regie: Claudia Müller, Produktion: Martina Haubrich, Claudia Wohlgenannt
  - Alice Schwarzer – Regie: Sabine Derflinger, Produktion: Sabine Derflinger, Eva Maria Weerts, Franz Müller
  - Mutzenbacher – Produktion und Regie: Ruth Beckermann
  - Stams – Regie: Bernhard Braunstein, Produktion: Lixi Frank, David Bohun

### Bester Kurzfilm
- Will My Parents Come to See Me – Regie: Mo Harawe
  - Das andere Ende der Straße – Regie: Kálmán Nagy
  - Dirndlschuld – Regie: Wilbirg Brainin-Donnenberg
  - Hollywood – Regie: Leni Gruber, Alex Reinberg

### Beste weibliche Darstellerin
- Vicky Krieps für Corsage
  - Pia Hierzegger für Family Dinner
  - Julia Franz Richter für Rubikon

### Bester männlicher Darsteller
- Gerhard Liebmann für Eismayer
  - Simon Morzé für Der Fuchs
  - Michael Thomas für Rimini

### Beste weibliche Nebenrolle
- Gerti Drassl für Märzengrund
  - Adriane Gradziel für Der Fuchs
  - Michou Friesz für Taktik

### Beste männliche Nebenrolle
- Luka Dimic für Eismayer
  - Harald Windisch für Märzengrund
  - Simon Schwarz für Der Onkel – The Hawk
  - Harald Windisch für  Sterne unter der Stadt

### Beste Regie
- Tizza Covi und Rainer Frimmel für Vera
  - Marie Kreutzer für Corsage
  - Adrian Goiginger für Der Fuchs

### Bestes Drehbuch
- David Wagner für Eismayer
  - Marie Kreutzer für Corsage
  - Tizza Covi für Vera

### Beste Kamera
- Judith Kaufmann für Corsage
  - Lukas Gnaiger für Alpenland
  - Christine A. Maier für Elfriede Jelinek – Die Sprache von der Leine lassen
  - Xiaosu Han und Andreas Thalhammer für Rubikon

### Bestes Kostümbild
- Monika Buttinger für Corsage
  - Martina List für Der Onkel – The Hawk
  - Erika Navas für Schächten
  - Leonie Zykan für  Sterne unter der Stadt

### Beste Maske
- Maike Heinlein und Helene Lang für Corsage
  - Tim Scheidig und Désirée Schober für Der Fuchs
  - Michaela Payer für Serviam – Ich will dienen
  - Tünde Kiss-Benke für Sterne unter der Stadt

### Beste Musik
- Eva Klampfer (Lylit) für Eismayer
  - Benedikt Palier für Breaking the Ice
  - Wolf-Maximilian Liebich und Daniel Helmer für Rubikon
  - Julia Kent für Stories from the Sea

### Bester Schnitt
- Tizza Covi für Vera
  - Ulrike Kofler für Corsage
  - Stephan Bechinger für  Eismayer
  - Mechthild Barth für Elfriede Jelinek – Die Sprache von der Leine lassen

### Bestes Szenenbild
- Johannes Mücke für Rubikon
  - Andreas Donhauser und Renate Martin für Rimini
  - Uta Wiegele, Sebastian Thanheiser und Georg Resetschnig für Schächten
  - Enid Löser für Sterne unter der Stadt

### Beste Tongestaltung
- Bertram Knappitsch, Tong Zhang, Rudolf Pototschnig, Manuel Grandpierre und Andreas Frei für Rubikon
  - Claus Benischke-Lang, Nora Czamler, Atanas Tcholakov und Manuel Meichsner für Eismayer
  - Klaus Kellermann und Manuel Grandpierre für Luzifer
  - Tong Zhang, Nora Czamler, Axel Traun, Karim Weth und Alexander Koller für Stams

### Publikumsstärkster Kinofilm
- Griechenland (Produktion: Markus Pauser, Erich Schindlecker; Regie: Claudia Jüptner-Jonstorff, Eva Spreitzhofer; Verleih: Michael Stejskal / Filmladen)